# Lago Hauroko
El Lago Hauroko (en inglés: Hauroko Lake) se encuentra en un valle de montaña en el Parque Nacional de Fiordland en la Isla Sur de Nueva Zelanda. El lago en forma de S es de 30 kilómetros de longitud y tiene una superficie de 63 km². La superficie está a una altitud de 150 metros sobre el nivel del mar, con unos 463 metros de profundidad. Es el lago más profundo de Nueva Zelanda.
Uno de los lagos más australes del país, está a 35 kilómetros al noroeste de Tuatapere, entre los lagos de tamaño similar de Monowai y Poteriteri. Drena a través de los 20 kilómetros de longitud del río Wairaurahiri en el Estrecho de Foveauxa 10 km al oeste de la Bahía de Te Waewae.
La isla principal en el lago, (Maria Island), es el foco de varios mitos locales, entre ellos uno que la isla está sujeta a una maldición de los maoríes. Estas historias son desechadas por los maoríes locales.